# 唐有壬
唐有壬（1894年—1935年12月25日），字寿田，湖南省浏阳县人，唐才常三子。中华民国政治人物、外交官。

## 生平
唐有壬生于光绪二十年（1894年）。6岁时，父亲唐才常因自立军起义失败而遇难。清朝末年，唐有壬肄業於長沙的湖南高等實業學堂。受到焦达峰、陈作新等革命者影响，唐有壬具有爱国思想。1911年10月21日夜，唐有壬缮写数十张檄文，张贴在街道上。辛亥革命之後，作为辛亥革命烈士的遺裔，1912年（民国元年）資送日本深造。1919年（民国8年），畢業於慶應大學理財科，同年归国。
1925年，唐有壬获聘为北京大学经济学教授，兼任整理八校委员会主任。五卅惨案发生时，他在《现代评论》上撰文论述国际间的经济连锁关系，该文当时被传诵一时。北伐期间，唐有壬经常在北京、上海之间奔走，秘密从事革命工作。他对国际政治经济研究颇深，曾任關稅會議專門委員。在北京大学任教的同时，还为《京报》创办《经济》专栏。
1927年，唐有壬就职于上海的中国银行，任中国银行总管理处调查部主任。1928年，任湖北省银行行长兼湖北省金库长。 1930年，重回上海的中国银行任职。
唐有壬经常在报刊上发表文章，故得以涉足政界。唐有壬和汪精卫始于文字之交，相互仰慕。国民政府迁都南京后，经汪精卫推荐，唐有壬先后出任一系列要职。1927年10月，任南京国民政府交通部次长，1928年11月6日免职。1931年1月12日，任国民政府立法院第三届立法委员。1931年12月，当选为中国国民党第四届候补中央执行委员，并被推为中央宣传委员会委员。1932年8月10日，任中央政治会议秘书长。
1933年3月汪精卫回国后，复任行政院院长兼外交部部长职，8月22日议决任唐有壬为外交部常务次长，8月23日唐有壬到职，1934年2月21日任职，任职期间曾经负责中日交涉。1934年11月，又任国民政府整理内外债委员会委员。1935年3月28日，兼任中央银行理事会理事。1935年11月，当选为中国国民党第五届中央执行委员。
唐有壬曾一度是国民党改组派的健将。1931年九一八事变后，唐有壬一方面强烈反对日本对中国的侵略，有意疏远汪精卫，并曾于1934年将日本侵略机密泄漏给中国共产党人士；另一方面，唐有壬于1934年2月出任外交部常务次长，作为国民政府的外交官，又不能不奉行国民政府对日妥协的国策，对汪精卫也不忍遽舍，为此精神痛苦，意志消极。
1935年（民国24年）12月初，汪精卫辞去行政院长兼外交部长职务，唐有壬亦随之辞去外交部常务次长职务。1935年12月，唐有壬轉任交通部常務次長，並被外交部聘為顧問，但尚未到任即遇刺身亡。
1935年12月25日下午，尚未到任的交通部常務次長唐有壬在上海寓所遇刺身亡，享年41歲。蔣介石得悉后極爲震驚，於12月26日電唁唐夫人。
唐有壬遇刺身亡后，1936年10月16日，政学系的核心人物、湖北省主席杨永泰在汉口江汉关码头遇刺身亡。由于政学系与CC系长期争斗，故有人认为杨永泰遇刺是CC系所为。但据程昭星《鲜为人知的“中华青年抗日除奸团”》一文称，唐有壬、杨永泰遇刺，均是“中华青年抗日除奸团”所为。该小团体由中国国民党人士陈有光发起并组织，在1935年初秋产生，成员为陈有光找来的十多个男女青年。该小团体自己认定一些国民政府官员是汉奸，确定将汪精卫、杨永泰、唐有壬、黄郛、张群、李泽一等人列为除奸行动目标，重点放在日本人频繁活动的上海、南京、武汉等地。“中华青年抗日除奸团”尚未开始行动，晨光通讯社记者孙凤鸣便于1935年11月1日在南京中国国民党中央党部行刺汪精卫，致使汪精卫受伤。中华青年抗日除奸团乃改以唐有壬为首要目标，行刺成功。行刺者为中华青年抗日除奸团成员刘镇南、裘积玉。行刺后不久，刘镇南、裘积玉即被上海法租界侦破逮捕，被上海法租界江苏上海第二特区地方法院判处死刑，至死也未暴露该小团体。

## 家庭
- 父：唐才常
- 妻：欧阳氏，欧阳予倩之妹。夫妻育有二子二女，分别为长女、次子、三女、幼子。[3]

次子：唐又成，（1929 - 2022）就职于北京铁道科学研究院1957年错划为右派，1965年下放到铁道部西北研究所烧锅炉，1979年平反回到北京。 
幼子：唐满成，(1932-2004)曾任北京舞蹈学院学术委员会主任，中国古典舞高级教授